# Billete de doscientos quetzales
El billete de doscientos quetzales  (Q. 200) es el billete de mayor denominación del quetzal. Está contemplado en el decreto número 17-2002 del Congreso de la República de Guatemala del 10 de mayo de 2002 en su artículo 11 de la ley monetaria. Comenzó su circulación el 23 de agosto de 2010.

## Características
Mediante la resolución de la Junta Monetaria de Guatemala, JM-61-2005, del 17 de marzo de 2005, se elaboró el diseño del billete de doscientos quetzales y luego el Congreso de la República de Guatemala aprobó mediante el Decreto Número 26-2008, del 22 de abril de 2008, los diseños y color dominante del mismo.
El billete es impreso por Giesecke & Devrient. 
| Forma:           | Rectángulo |
| Material         | Sustrato de algodón |
| Tamaño:          | 156 milímetros de base, por 67 milímetros de alto |
| Impresión:       | Sistemas de Grabado en Acero, Tipografía, Litografía |
| Color dominante: | Aqua (Sistema Pantone 549C) |
| Anverso          | Los bustos de los maestros Germán Alcántara, Mariano Valverde y Sebastián Hurtado; en el fondo una marimba cromática o de doble teclado                                                                                          |
| Reverso          | Composición formada por 3 elementos: - La partitura "La flor del café" (Germán Alcántara). - Alusión de la melodía "Noche de luna entre ruinas" (Mariano Valverde) - Una marimba cromática de doble teclado (Sebastián Hurtado). |

## Medidas de seguridad
| Seguridad                      | Descripción |
| ------------------------------ | --- |
| Color degradado                | Cambio gradual de color azul a gris, complementarios con el color dominante. |
| Hilo de seguridad              | - Con cuatro (4)mm de ancho. - Entretejido en el papel. - Cambia de color de verde a morado, al inclinar el billete. - Microtexto con la leyenda BG 200. - Al verlo a trasluz se observa que el hilo es continuo. - En el reverso se puede apreciar fluorescencia con luz ultravioleta.                     |
| Marca al agua                  | - Imagen a trasluz con los bustos de los maestros Sebastián Hurtado, Mariano Valverde y Germán Alcántara, y el número 200 en maya y en arábigo. |
| Microtexto                     | - Anverso - En el fondo de seguridad, con la leyenda "GUATEMALA TU NOMBRE INMORTAL". - Bajo los personajes principales, con la leyenda "GUATEMALA 200 QUETZALES". - Reverso - La leyenda "LIBRE AL VIENTO TU HERMOSA BANDERA" sobre la marimba - Al contorno de la alegoría principal "BANCO DE GUATEMALA". |
| Tinta fluorescente             | - En el número de serie ubicado en forma vertical al lado derecho del billete. - En la imagen del balam (Jaguar en la cultura maya), ubicada sobre los personajes principales. Se observa únicamente bajo el efecto de luz ultravioleta.                                                                    |
| Fondo de seguridad             | Líneas multidireccionales que forman diseños de tela típica guatemalteca, tanto en el anverso como en el reverso. |
| Imágenes tridimensionales      | Imágenes que dan la apariencia de estar en tercera dimensión. |
| Tinta ópticamente variable     | Cambia de color de verde a azul y viceversa, al inclinar el billete. |
| Elemento “LOOK”                | Serie y numeración impresos con tecnología láser, en diseño onduladosensible al tacto. |
| Imágenes Complementarias       | Impresiones parciales en anverso y reverso, que al observarlas a trasluz se aprecia la denominación Q200. |
| Registro Perfecto de Impresión | Ave símbolo El Quetzal, en registro perfecto de anverso con reverso, al ser observado el billete a trasluz. |
| Imágenes coincidentes          | Bandera de Guatemala que, al verla a trasluz, coincide con la misma imagen ubicada en el anverso. |
| Imagen de Alto Registro        | El Ave Símbolo, el Quetzal, se observa en el anverso y reverso, y cambia de coloración bajo el efecto de luz ultravioleta. |
| Estampado en Seco              | Imagen del Balam que se puede apreciar únicamente con lupa. |
| Fibrillas Fluorescentes        | Sobre toda la superficie del papel, algunas visibles a simple, la mayoría de ellas visible únicamente con luz ultravioleta. |